# Paul Weitz (ruimtevaarder)
Paul Joseph Weitz (Erie, 25 juli 1932 – Flagstaff (Arizona), 23 oktober 2017) was een Amerikaans ruimtevaarder.
Weitz' eerste ruimtevlucht was Skylab-2 met een Apollo CSM die een Saturnus IB als draagraket had en vond plaats op 25 mei 1973 vanaf LC-39B. Het was de eerste bemande missie naar een Amerikaans ruimtestation. Tijdens de missie werd de schade die ruimtestation Skylab opliep tijdens Skylab-1 grotendeels hersteld.
In totaal heeft Weitz twee ruimtevluchten op zijn naam staan. Tijdens zijn missies maakte hij één ruimtewandeling. In 1988 verliet hij NASA en ging hij als astronaut met pensioen.